# The Flower King
The Flower King er et progressivt rock album fra 1994 af den svenske guitarist/vokalist Roine Stolt. Albummet lagde grunden for dannelsen af gruppen The Flower Kings og spillede således en stor rolle i den opblomstring af genren der fandt sted i midt-halvfemserne.

## Spor
Alle numre er skrevet af Roine Stolt.
| #  | Titel | Længde |
| -- | --- | ------ |
| 1. | "The Flower King" | 10:32  |
| 2. | "Dissonata" | 10:02  |
| 3. | "The Magic Circus of Zeb" | 7:06   |
| 4. | "Close Your Eyes" | 3:12   |
| 5. | "The Pilgrims Inn" | 9:20   |
| 6. | "The Sounds of Violence" | 5:41   |
| 7. | "Humanizzimo a. "Twilight Flower" b. "The Messenger" c. "The Nail" d. "Only Human" e. "This Is The Night" f. "The Flower of Love"" | 20:53  |
| 8. | "Scanning The Greenhouse" | 3:45   |